# Kunovice u Valašského Meziříčí
Kunovice (deutsch Kunowitz) ist eine Gemeinde mit 644 Einwohnern in Tschechien. Sie liegt vier Kilometer südlich der Stadt Kelč in 407 m ü. M. rechts des Flüsschens Komarník am Fuße der Hosteiner Berge (Hostýnské vrchy) und gehört dem Okres Vsetín an.

## Geographie
Kunovice liegt an der Eisenbahn von Valašské Meziříčí nach Hulín. Nachbarorte sind Loučka im Südosten, Podhradní Lhota und Komárno im Südwesten, Babice und Lhota im Norden sowie Police im Osten.

## Geschichte
Die erste Erwähnung des Ortes erfolgte 1131 durch den Olmützer Bischof Heinrich Zdik in einer Auflistung des Bistumsbesitzes. 1232 wurde darin auch das inzwischen erloschenen Dorf Polom aufgeführt.
Bis 1726 war Kunowitz nach Keltsch gepfarrt, dann bis 1784 nach Podhradní Lhota und seithar nach Loučka. Am 30. Mai 1875 wurde die Dorfschule eröffnet, um deren Errichtung der Ort seit 1823 bei der Grundherrschaft gebeten hatte: 1892 entstand die Kapelle und ein Friedhof. Am 1. Juli 1888 wurde die Haltestelle Kunovice-Loučka, die am Komarník zwischen beiden Orten liegt, in Betrieb genommen.
1985 wurde das Dorf zusammen mit Police nach Loučka eingemeindet. Seit 1990 ist Kunovice wieder eine selbstständige Gemeinde.